# Prochiloneurus albifuniculus
Prochiloneurus albifuniculus är en stekelart som först beskrevs av Hayat, Alam och Agarwal 1975.  Prochiloneurus albifuniculus ingår i släktet Prochiloneurus och familjen sköldlussteklar. Inga underarter finns listade i Catalogue of Life.